# 福岡県道288号原海老津線
福岡県道288号原海老津線（ふくおかけんどう288ごう はらえびつせん）は、福岡県遠賀郡岡垣町を通る一般県道である。

## 概要
遠賀郡岡垣町大字原から遠賀郡岡垣町海老津駅前に至る。
全区間片側1車線。遠賀郡岡垣町の内浦地区と中心部を結ぶメインルート。近年当線の沿線は宅地化が進んでいる。

### 路線データ
- 起点：遠賀郡岡垣町大字原（福岡県道300号岡垣玄海線上）
- 終点：遠賀郡岡垣町海老津駅前（海老津駅前交差点、福岡県道218号海老津停車場線終点、福岡県道287号岡垣宗像線交点）

## 路線状況

### 重複区間
- 福岡県道300号岡垣玄海線（遠賀郡岡垣町大字原（起点） - 遠賀郡岡垣町大字内浦・芹田交差点）

### 道路施設

#### 橋梁
- うつら橋（海蔵寺川、遠賀郡岡垣町）
- 月田橋（月田川、遠賀郡岡垣町）
- 手野橋（篠間川、遠賀郡岡垣町）

## 地理

### 通過する自治体
- 遠賀郡岡垣町

### 交差する道路
| 交差する道路                                        | 交差する場所 | 交差する場所            |
| --------------------------------------------------- | ------------ | ----------------------- |
| 福岡県道300号岡垣玄海線 重複区間起点                | 大字原       | 起点                    |
| 国道495号 福岡県道300号岡垣玄海線 重複区間終点      | 大字内浦     | 芹田交差点              |
| 福岡県道291号野間須恵線                             | 東高倉1丁目  | 東高倉交差点            |
| 国道3号 / 岡垣バイパス                              | 野間2丁目    | サンリーアイ入口交差点  |
| 国道3号 / 岡垣バイパス                              | 中央台6丁目  | サンリーアイ入口交差点  |
| 福岡県道218号海老津停車場線 福岡県道287号岡垣宗像線 | 海老津駅前   | 海老津駅前交差点 / 終点 |

### 沿線
- 岡垣町立内浦小学校
- 岡垣町立吉木小学校
- 岡垣サンリーアイ
- 岡垣町民総合グラウンド
- 岡垣町立海老津小学校
- JR九州鹿児島本線 海老津駅